# 要路沟乡
要路沟乡，是中华人民共和国辽宁省葫芦岛市建昌县下辖的一个乡镇级行政单位。

## 行政区划
要路沟乡下辖以下地区：
要路沟村、平房子村、张台子村、吴坤杖子村、河南村、田杖子村、天命寺村、石门子村、阎杖子村和会合沟村。